# (36047) 1999 RY14
1999 RY14 (asteroide 36047) é um asteroide da cintura principal. Possui uma excentricidade de 0.04249050 e uma inclinação de 10.05593º.
Este asteroide foi descoberto no dia 7 de setembro de 1999 por LINEAR em Socorro.